# Храм Всех Крымских Святых и Феодора Стратилата
Храм во имя Всех Крымских Святых и святого великомученика Феодора Стратилата — православный храм в Алуште в Крыму. Приход храма относится к Алуштинскому благочинию Симферопольской и Крымской епархии Русской православной церкви. Построен в 1842 году по указанию графа Михаила Воронцова по проекту архитектора Георгия Торичелли. Памятник архитектуры и истории. Настоятелем храма был митрополит Симферопольский и Крымский Лазарь (Швец).
Храм входит в список объектов культурного наследия, расположенных на территории Республики Крым.

## История

### Проект и возведение

Феодор Стратилат в житии. Икона из Федоровского собора Федоровского монастыря в Переславле-Залесском, XVI век.

В начале 1830-х годов граф Михаил Воронцов дал указание построить в ряде населённых пунктов южного берега Крыма новые православные храмы, поскольку существующие средневековые уже не могли вместить верующих. Создать проект для Алушты он поручил одесскому архитектору Георгию Торичелли, который уже зарекомендовал себя как храмовый зодчий удачным проектом в Ялте (его постройка и освящение были завершены к 1837 году). Близкий по стилистике проект для Алушты утверждён Николаем I в 1833 году после конкурса. Производить работы по строительству церкви взялся Карл Томазини, — керченский купец I гильдии, «имевший ранее большие подряды по постройкам зданий и церквей в губерниях Новороссийского края» с братом Иваном. Стоимость постройки составила 44 701 рубль. Вопрос, во имя какого святого или православного праздника церковь будет названа, серьёзно обсуждался устроителями: Воронцовым, священнослужителями и прихожанами.
Было принято решение назвать церковь также, как не сохранившийся до настоящего времени храм 1459 года в окрестностях Алушты в крепости Фуна и храм XV века в пещерном монастыре княжества Феодоро (Челтер-Коба), во имя великомученика Феодора Стратилата. Церковь была заложена 1 октября 1837 года. Феодор Стратилат был военачальником в Гераклее, совмещая воинскую службу с проповедью Евангелия среди язычников, многие из которых после этого приняли христианство. Он разбил языческих истуканов, собранных со всего города. После этого по приказу императора Ликиния подвергся жестоким пыткам и был казнён в феврале 319 года.
Строительство храма вёл зодчий Я. Колодин под надзором архитекторов Карла Эшлимана и С. Дево. Храм, построенный в псевдоготическом стиле, напоминал сельские церкви в Англии. Торичелли использовал в проекте архитектурные элементы, характерные и для готических костёлов: щипцевое завершение боковых приделов, четырёхугольная в плане колокольня с пирамидальным шатровым завершением, стрельчатая форма оконных и дверных проемов, цветные витражи, которые не характерны для православной традиции. Проект выполнен в общем стиле с храмом Святителя Иоанна Златоуста в Ялте и Преображенской церковью в Мошнах. В 1841 году по чертежам губернского архитектора С. Дево церковь была обнесена металлической оградой на каменных столбах. Путеводитель конца XIX века отмечал, что «главное украшение Алушты составляет красивая православная церковь с колокольней в готическом стиле».

### Освящение храма, церковная жизнь в XIX — начале XX века

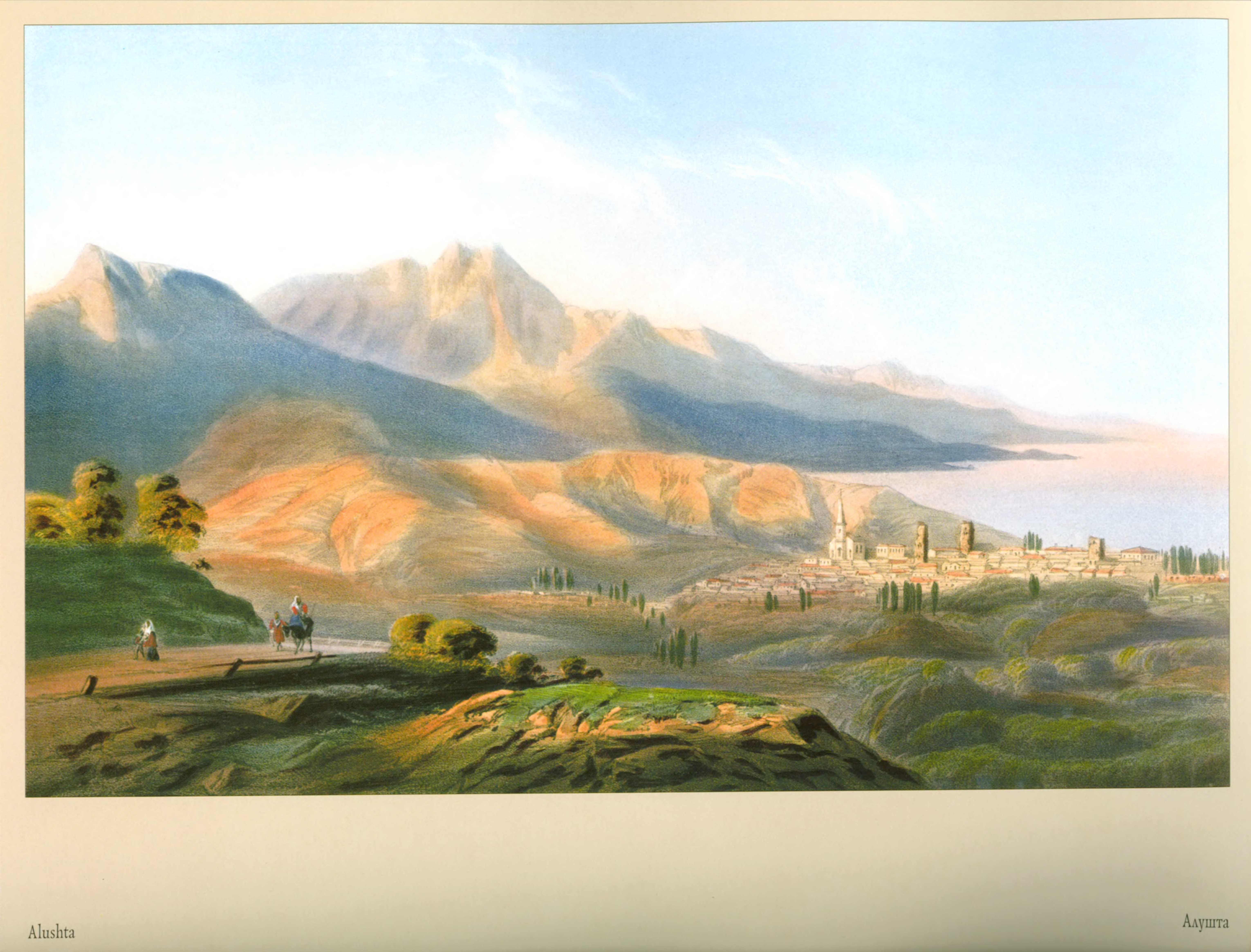
Алушта. Карло Боссоли. Из альбома «Пейзажи и достопримечательности Крыма», Лист 29 (1856). Храм Феодора Стратилата на центральном холме, левее генуэзских башен.

10 октября 1842 года Таврический губернатор М. М. Муромцев доложил графу М. С. Воронцову: «Церковь в г. Алушта во имя святого великомученика Феодора Стратилата постройкой совершенно окончена…». Храм был освящен 30 ноября 1842 года ялтинским протоиереем Александром Сорокиным и благочинным священником Андреем Накропиным. Первым настоятелем стал отец Михаил Родионов. Храм построен на средства казны, дополнительно на церковную утварь было выделено 3316 рублей 55 копеек. Для служения написано было 20 праздничных икон «на досках квадратно в пол аршина». Иконостас из липового дерева установлен на средства мещанина Черниговской губернии Пантелеймона Бочарова по чертежу Г. И. Торричелли. Крупным жертвователем позднее был промышленник и меценат Н. Д. Стахеев.
В 1886 году по благословению Иоанна Кронштадтского при храме была открыта церковно-приходская школа, в которой обучались дети из малообеспеченных семей.
В 1902 году Алушта получила статус города, у неё появляется курортное население, и наряду с Космо-Дамиановским монастырем храм стал местной достопримечательностью.
В 1909 году была возведена каменная часовня. Она была освящена во имя великомучеников Инны, Пинны и Риммы, ранних христиан-готов, в традиции учеников Андрея Первозванного. По мнению Евгения Голубинского, мученики пострадали в Крыму, а город Алиск, куда перенесли их мощи, он отождествляет с современной Алуштой. В настоящее время связь этих святых с Андреем Первозванным считается анахронизмом, поскольку христианство у готов известно только с IV века. В начале строительства была заложена медная памятная табличка. В советское время часовня была снесена, восстановлена в 1989 году. В 1920-х годах здание претерпело ряд изменений: к алтарной части была пристроена ризница и пономарня, возведен новый престол. Средства на реконструкцию были собраны отцом Петром Сербиновым. Храм был вновь освящён 6 сентября 1920 года архиепископом Таврическим и Симферопольским Димитрием (Абашидзе).

### Репрессии против священнослужителей храма
В годы гонений и репрессий пострадали многие священнослужители храма. Пётр Иванович Сербинов родился в 1869 году в Керчи в семье настоятеля Керченского собора. Обучался в Таврической семинарии, а в 1891 году окончил Киевскую духовную академию. В 1893—1899 годах — священнослужитель Керченского собора, в 1899—1902 годах — помощник настоятеля Златоустовского собора в Ялте, в 1902—1906 годах — настоятель Александро-Невского собора, с марта 1906 года по апрель 1921 года — настоятель церкви Феодора Стратилата. Отец Петр Сербинов четырежды был арестован: в 1921 дважды, 1927, 1929 годах, но из-за ходатайств прихожан на первых порах выходил на свободу. Постановлением Особого Совещания при Коллегии ОГПУ от 29 марта 1929 года П. И. Сербинов, как «антисоветский элемент, постоянно будирующий религиозную массу против Соввласти», был выслан за пределы Крыма в отдаленные районы сроком на 3 года, где и умер.
В 1905—1932 годах Никандр Сакун служил в церкви Феодора Стратилата в Алуште (певчим, псаломщиком, с 1909 года дьяконом), в 1932—1936 годах — в деревне Марфовка Маяк-Салынского района, с 14 октября 1936 года — в Введенской церкви Феодосии. 13 июля 1937 года, в разгар Большого террора, второй священник Феодосийской греческой церкви Никандр Сакун был арестован органами НКВД. Выдвинутое обвинение: «ведет контрреволюционную пропаганду среди населения и является участником контрреволюционной церковной группы», шпионаж в пользу Греции. 19 февраля 1938 года 60-летний Н. В. Сакун был приговорен к высшей мере наказания. Приговор приведен в исполнение 2 апреля 1938 года.
8 февраля 1938 года настоятель алуштинского храма отец Т. С. Изотов был арестован, на допросах отказался признать себя виновным. 15 февраля 1938 года тройка НКВД приговорила к расстрелу Тимофея Спиридоновича Изотова и председателя церковной двадцатки Гавриила Алексеевича Пасевича. Т. С. Изотов расстрелян в Симферополе и погребён в общей могиле. Почитается как священномученик, причислен к лику местночтимых святых, день поминовения 21 февраля.

### Закрытие храма
Власти закрывали храм в 1936 и в 1938 году по формальной причине — снижения церковной общины до менее чем 20 членов (это достигалось путём давления на верующих, а в 1938 году прямым арестом части прихожан по делу О. Изотова). После занятия Алушты немецкими войсками в 1941 году богослужения возобновились и не прекращались после освобождения Крыма в 1944 году. На Севастопольском процессе против военных преступников в числе свидетелей выступал в том числе и священник церкви П. А. Клягин.
Храм был вторично закрыт в 1964 году. Его передали тресту «Ялтакурортстрой», в здании открылся клуб «Строитель». После нескольких перестроек храм утратил свой первоначальный облик. Колокольня была снесена, на её месте был устроен стеклянный павильон для танцев.

### Восстановление храма и прихода
С 1980-х годов семья Коробченко, Анна Ивановна и Сергей Тимофеевич, ходатайствовали перед властями в Крыму и в Москве о восстановлении храма, которое началось в 1989 году..
4 декабря 1989 года, в праздник Введения во храм Пресвятой Богородицы, настоятелем церкви  Михаилом Халюто († 2014) в возрождаемом храме была совершена первая литургия. Восстановленную церковь во второй раз освятили во имя Всех Крымских святых (15 (28) декабря) и Феодора Стратилата.
Проект восстановления выполнен киевским архитектором Л. Абдрахимовым. Он не стал возвращаться к точному исходному проекту. Были добавлены ранее отсутствующие купола, новая колокольня существенно выше прежней. Главные двери украшены резьбой, длинный переход с высокими стрельчатыми окнами по обеим стенам ведёт в неф. Сохранившаяся историческая часть строения в плане представляет собой квадрат. Углы кровли, так же, как и у колокольни, украшают тонкие башенки, которых не было в проекте Торичелли. Световой барабан не традиционно многогранный или круглый, а квадратный. С каждой стороны барабана три стрельчатых световых окна. Главный купол луковичной формы венчает крест. Внешние стены выполнены в светло-серых тонах. Фасад украшен мозаичной иконой св. Феодора Стратилата (художники С. Маркин и А. Губский). Потолок притвора украшен фреской «Покров Пресвятой Богородицы». Над центральным входом на месте снесённой возведена трёхъярусная колокольня.

В 1995 году специалистами научно-производственной фирмы «Крымавиамонтаж» (выполняли высотные работы при реставрации нескольких крымских храмов) и авиационного предприятия «Заводское» вертолётом были установлены на 23-метровой колокольне купол, луковица и крест.

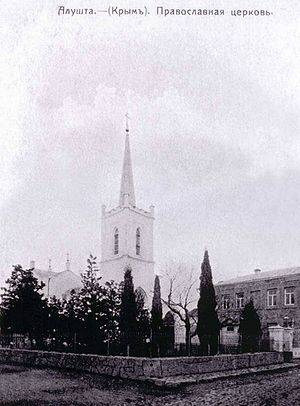
Вид церкви в начале XX века
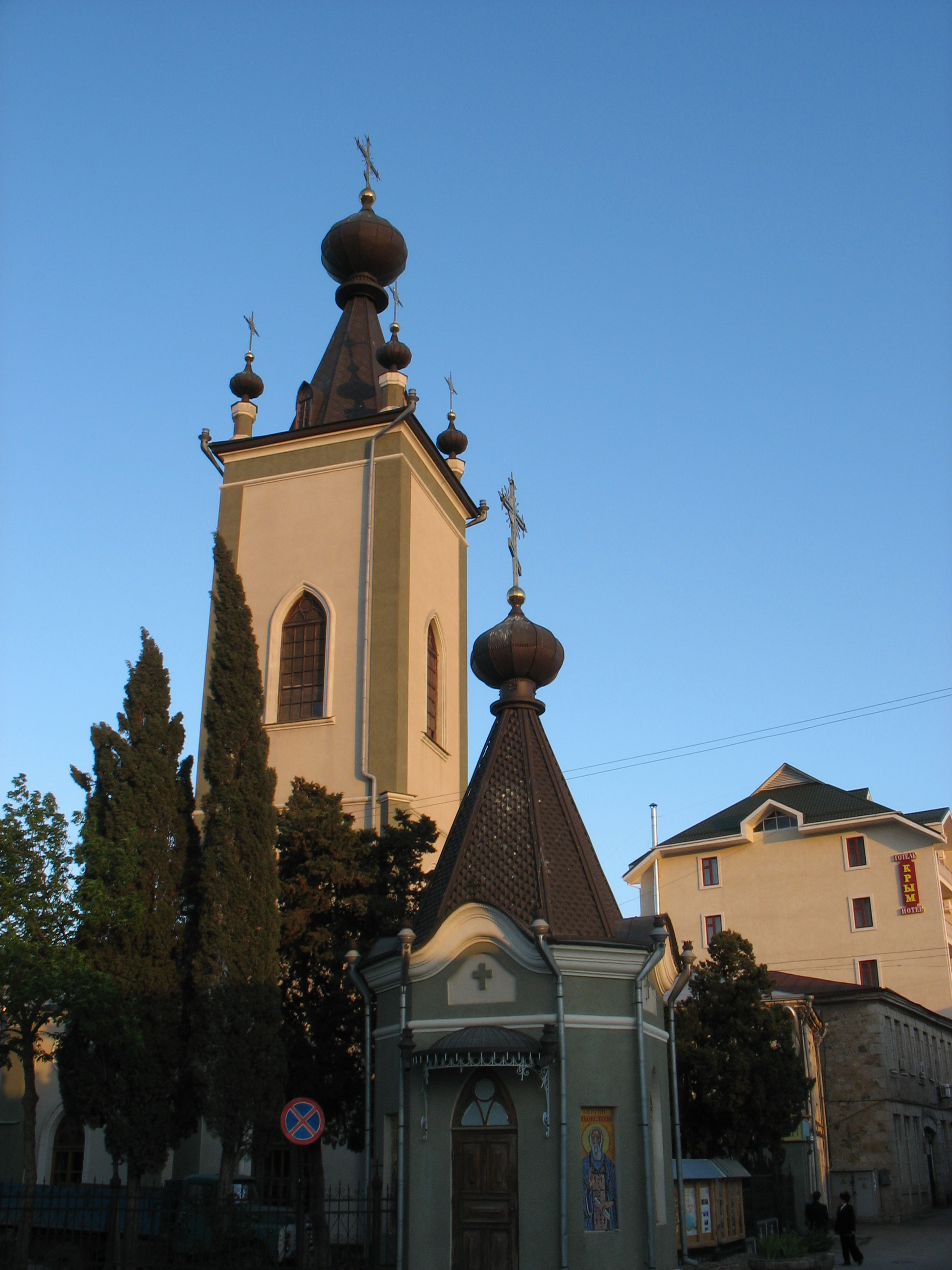
Колокольня и часовня
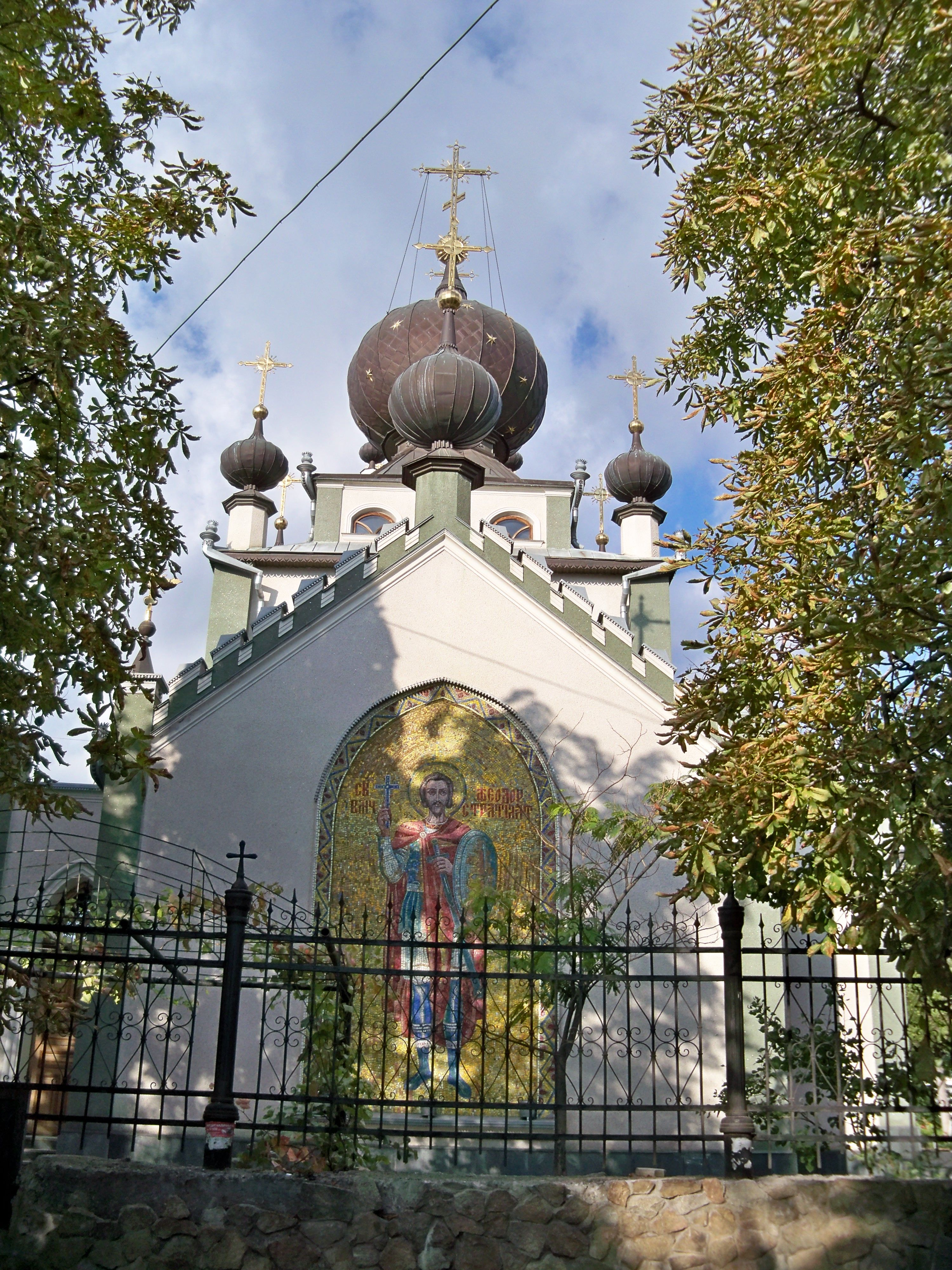
Восточный фасад
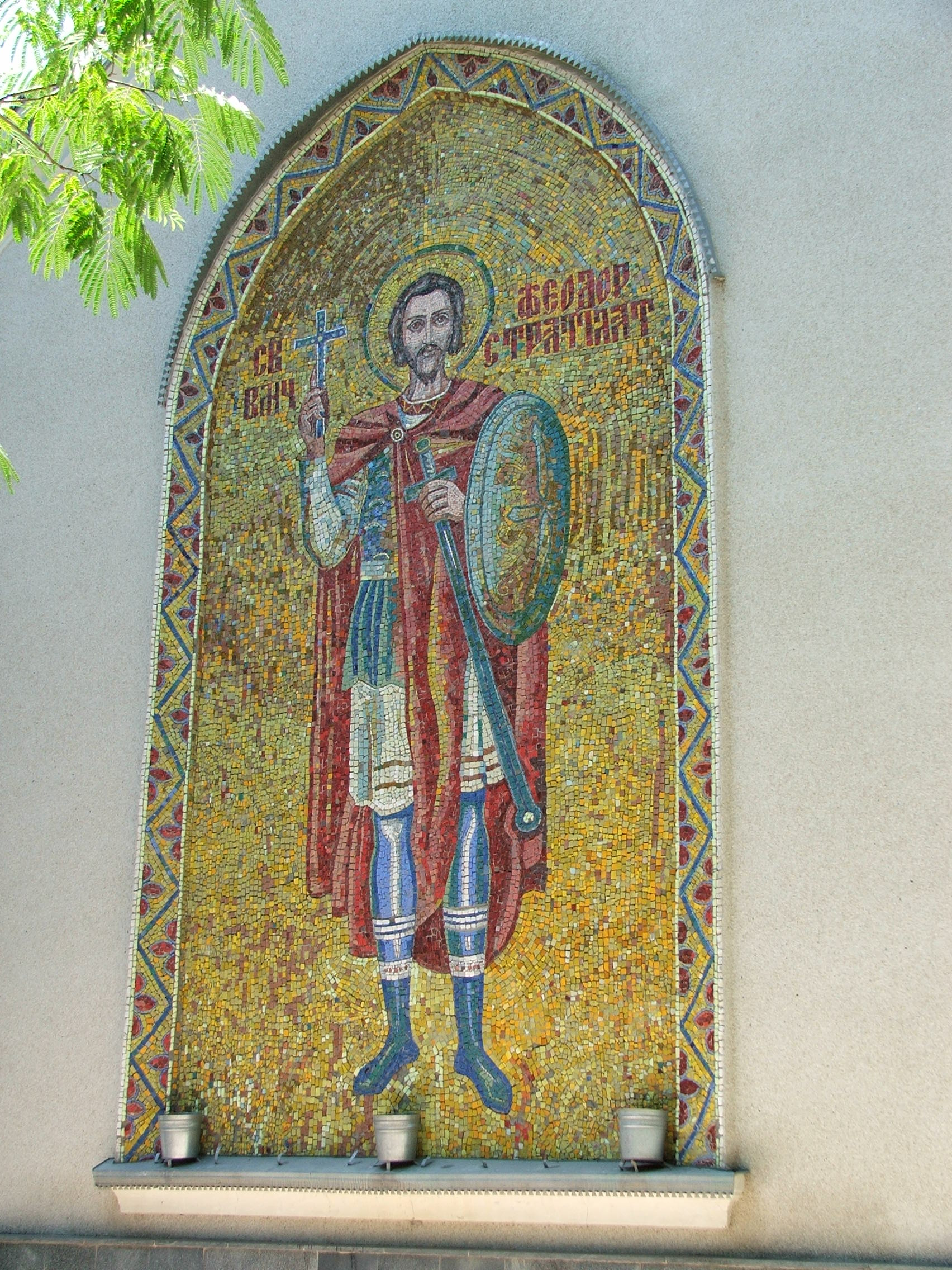
Мозаика Феодора Стратилата. Художники С. Маркин и А. Губский
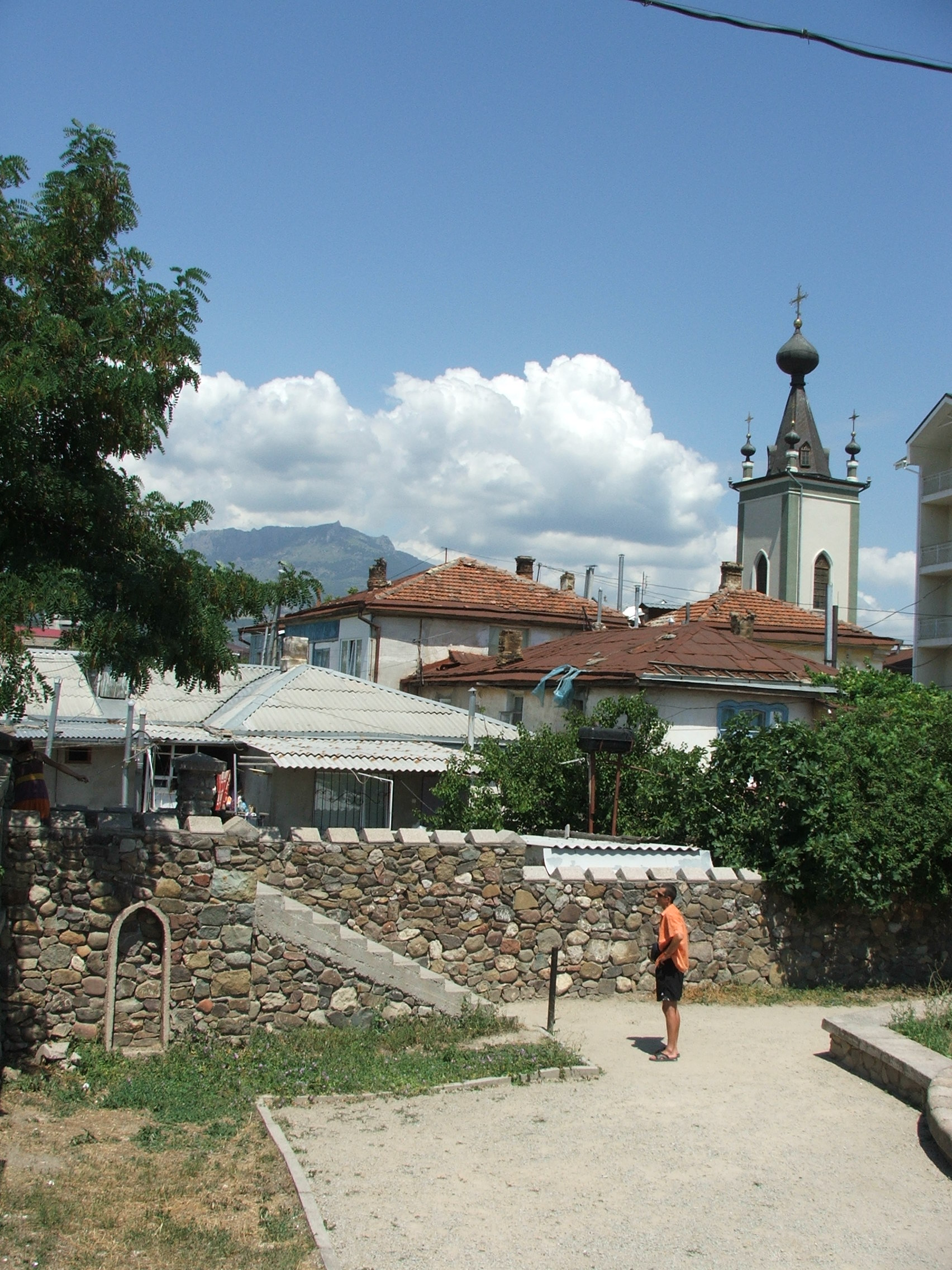
Вид на храм из города, на заднем плане гора Демерджи

## Жизнь прихода
В день праздника 28 декабря выносится икона «Собор святых и подвижников благочестивых в земле Таврической просиявших», созданная протоиереем Алексием Медведевым и иконописцем Виктором Блиновым в 1989 году. В 1992 году возрождена традиция морских Крещенских купален. Для прихожан храма шьются специальные сорочки. В Крещение верующие идут к берегу с зажжёнными свечами, поют псалмы и в 12 часов совершают омовение в Чёрном море.
Храм входит в число объектов православных паломничеств по Крыму.

## В искусстве
Храм запечатлен на виде Алушты в альбоме Карло Боссоли 1856 года «Пейзажи и достопримечательности Крыма в рисунках Карло Боссоли», многократно переиздававшемся. Вид в стиле романтизма дает представление о времени, когда колокольня храма была городской архитектурной доминантой.
Настоятель храма Феодора Стратилата и его судьба упоминается в одной из книг о красном терроре в Крыму «Солнце мертвых» (1923) писателя И. С. Шмелёва, который жил в Алуште в 1918—1922 годах и был свидетелем событий. Священник о. Сербинов (без упоминания имени, это могло привести к новому аресту) описывается в монологе рыбака Павла (глава «Чатыр-Даг дышит»):

«Попа нашего два раза забирали, в Ялты возили! Уж мы ручательство подавали! Нам без попа нельзя, в море ходим! Уйду, мочи моей не стало… на Одессу подамся, а там — к румынам… А что народу погубили! Которые у Врангеля были по мобилизации солдаты, раздели до гульчиков, разули, голыми погнали через горы! Плакали мы, как сбили их на базаре… кто в одеялке, кто вовсе дрожит в одной рубахе, без нижнего… как над людями измывались! В подвалах морили… потом, кого расстрелили, кого куда… не доищутся. А всех, кто в милиции служил из хлеба, простые же солдатики… всех до единого расстрелили! Сколько-то тыщ. И все этот проклятый… Бэла-Кун, а у него полюбовница была, секретарша, Землячка прозывается, а настоящая фамилия неизвестна… вот зверь, стерьва!»